# Skånska dragoner rida till bad
Skånska dragoner rida till bad (danska: Skaanske Dragonofficerer rider i bad) är en målning i storformat från 1906 av den danske konstnären Oscar Matthiesen.
Målningen − olja på duk, med formatet 4,6 × 10 meter − visar sju helnakna dragoner som på osadlade hästar går i vattnet vid Ystad Saltsjöbad sommaren 1904.
Oscar Matthiesen, som levde åren 1861–1957, fick idén till motivet under en semestervistelse i Ystad 1904. Ystad huserade vid den här tiden landets största kavalleriregemente vilket satte stor prägel på staden. 
Matthiessen säger sig ha inspirerats av de unga soldaterna, solen, saltvattnet och av såväl djurens som människornas starka kroppar. De flesta av männen är porträtterade officerare som vid målningens tillkomst var verksamma vid Ystads dragonregemente.

## Historia
- 1906: Matthiessen färdigställer konstverket efter flera års förarbete, verket lockar ett stort antal besökare i Köpenhamn och turnerar sedan till Stockholm, Berlin, München, Riga, S:t Petersburg och Moskva.

- 1951: Tavlan kommer till Ystad som gåva till Dragonmuseet (Konstmuseets nuvarande hörsal), där den rullas upp- och nedtill för att få plats.

- 2001: Ystads militärhistoriska museum öppnar på regementsområdet, med syftet att visa Ystads militärhistoria, och målningen deponeras där.

- 2023: Fastighetsägaren säger upp avtalet med Ystads militärhistoriska museum.

- 2024: Tavlan flyttas i början av 2024 och förvaras i ett kulturmagasin. Ägaren Statens försvarshistoriska museer överlåter tavlan till Nationalmuseum. Från 26 juni–20 oktober är den deponerad på Ystads konstmuseum.[4][5]